# Kuokkala (Jyväskylä)
Kuokkala est un  district de Jyväskylä en Finlande.

## Description
Kuokkala comprend les quartiers suivants: Kuokkala, Ristonmaa, Kuokkalanpelto, Ristikivi, Nenäinniemi et Hämeenlahti.
Jusque dans les années 1960, la zone de Kuokkala compte moins de 1 000 habitants. 
Dans les années 1980, Kuokkala est devenu le principal projet de construction de Jyväskylä.
La zone métropolitaine de Kuokkala compte 17 203 habitants (en 2015) et couvre une superficie de 18,6 kilomètres carrés.
En 2016, 70,2% du parc de logements du district sont des immeubles résidentiels.

## Personnalités
- Julius Johnson (1845 – 1923), homme d'affaires

## Lieux et monuments

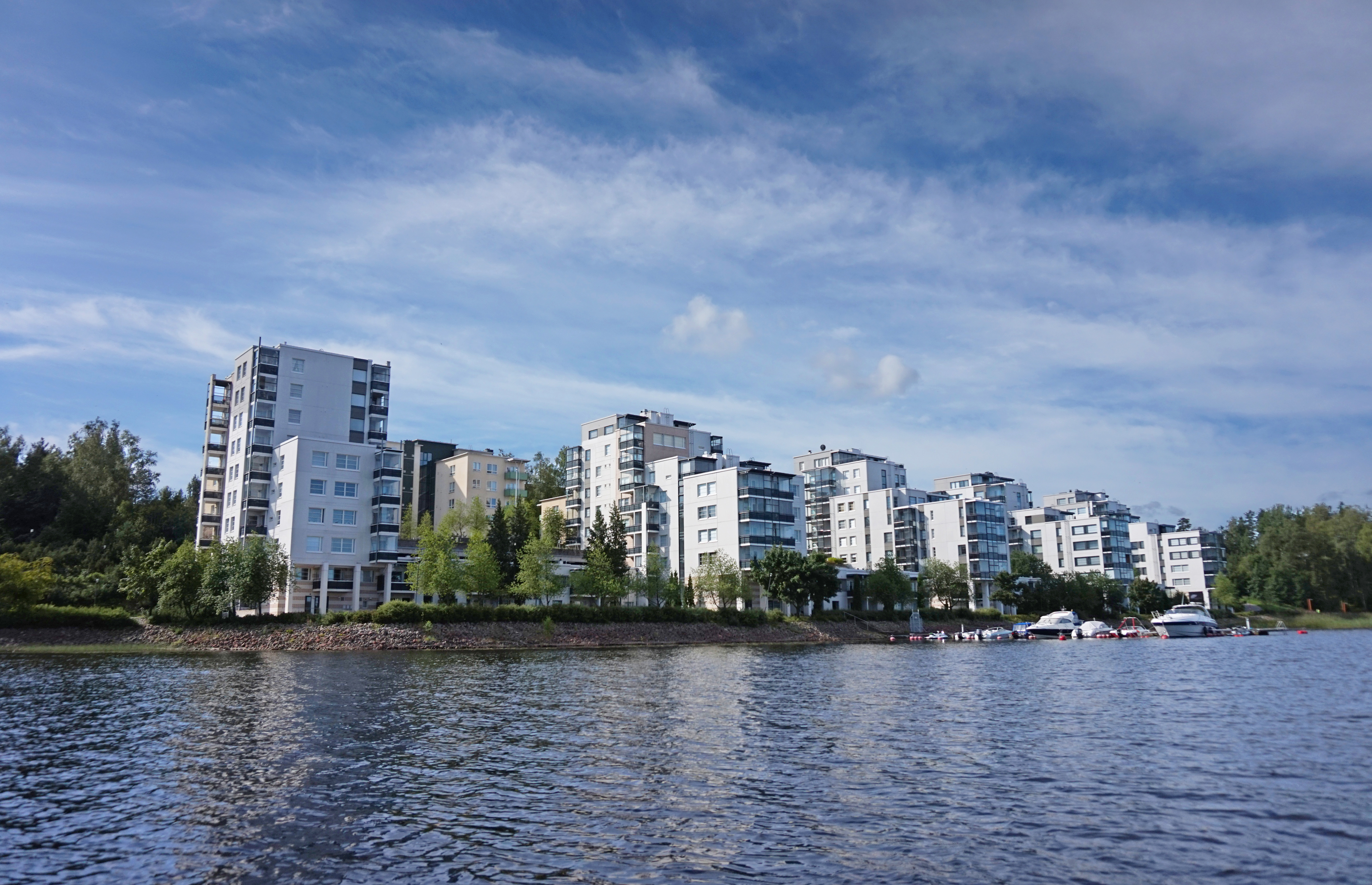
Ainolanranta.
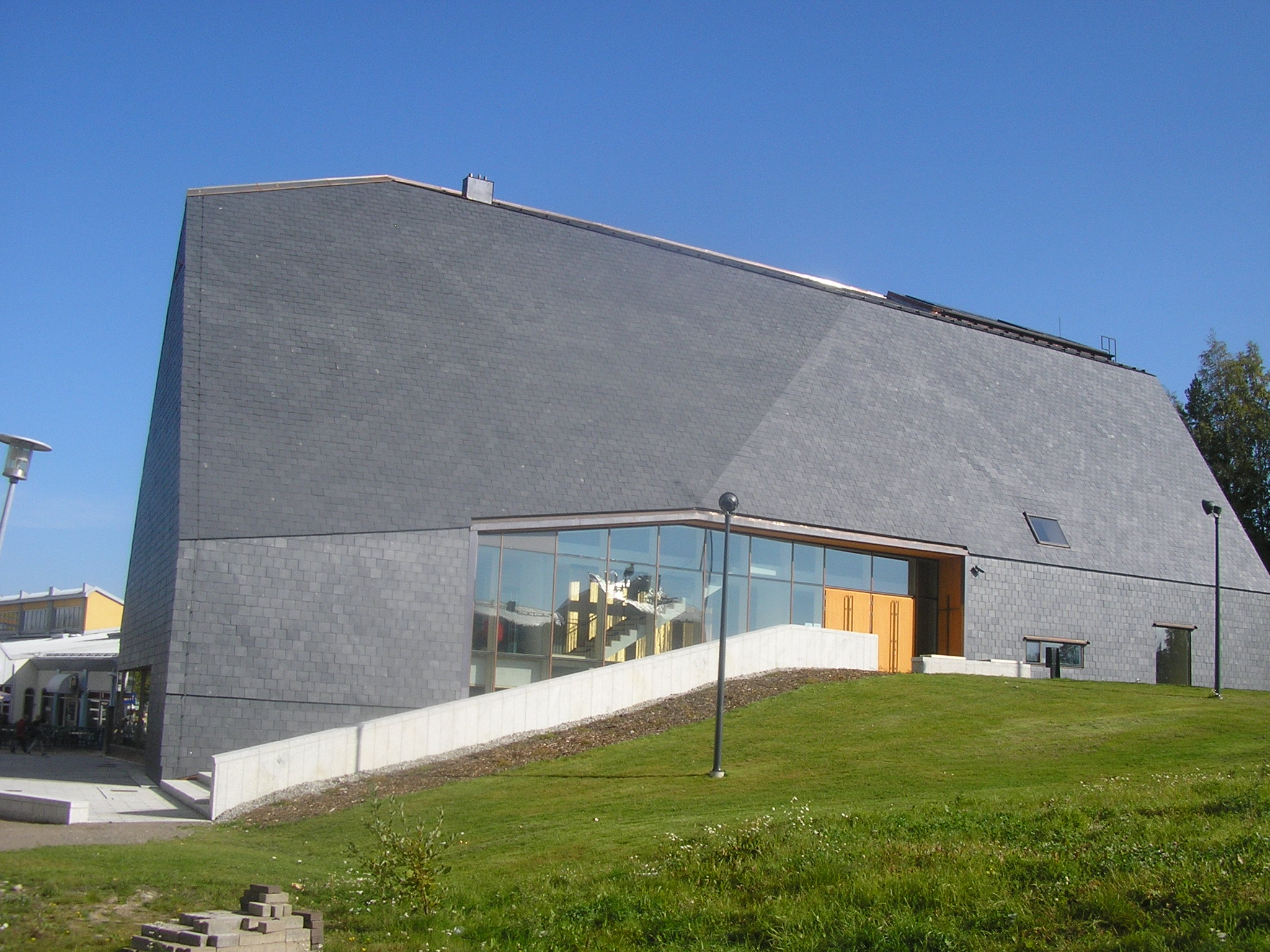
Église de Kuokkala.
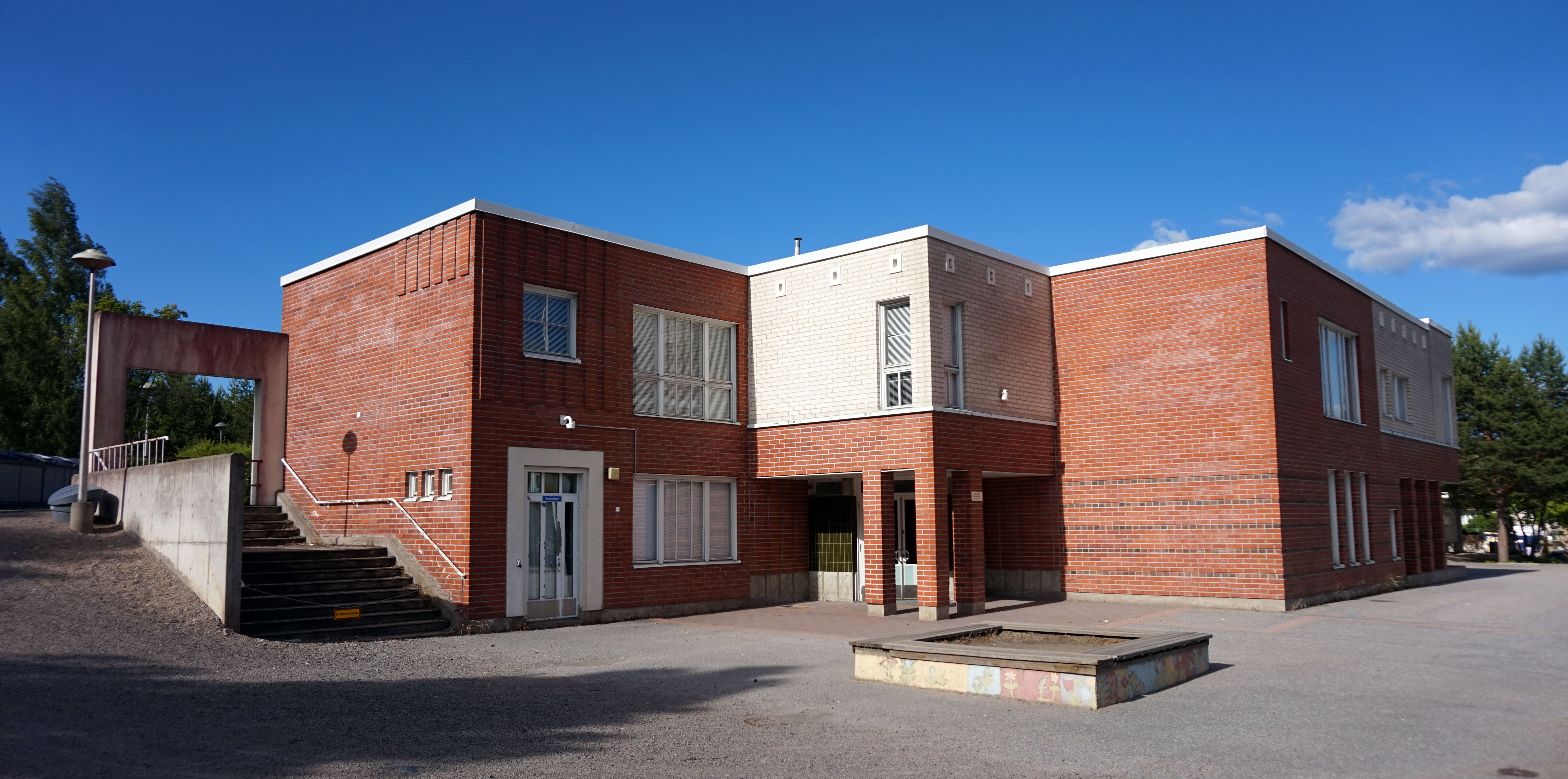
École de Pohjanlampi.
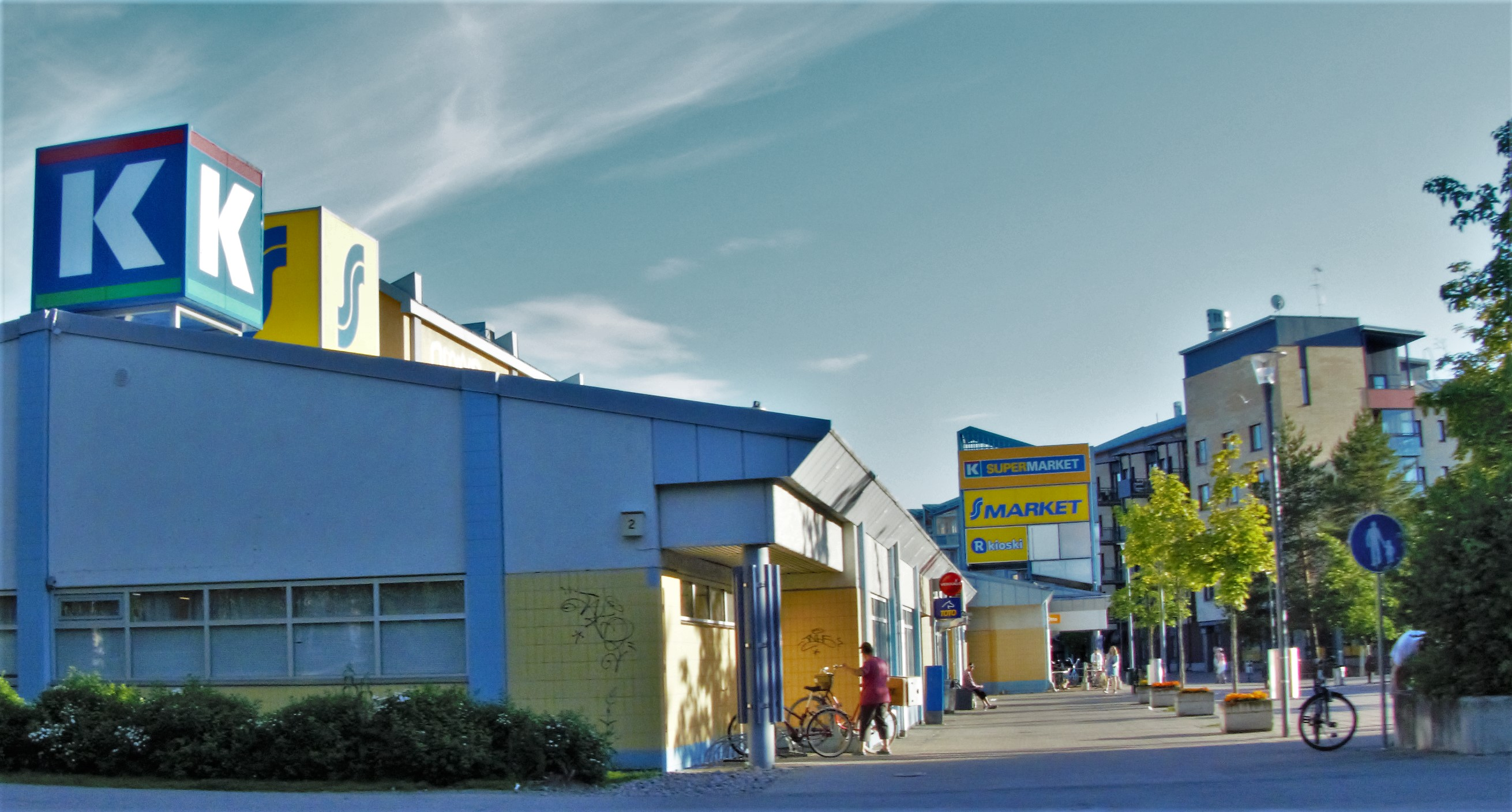
Le centre de Kuokkala.
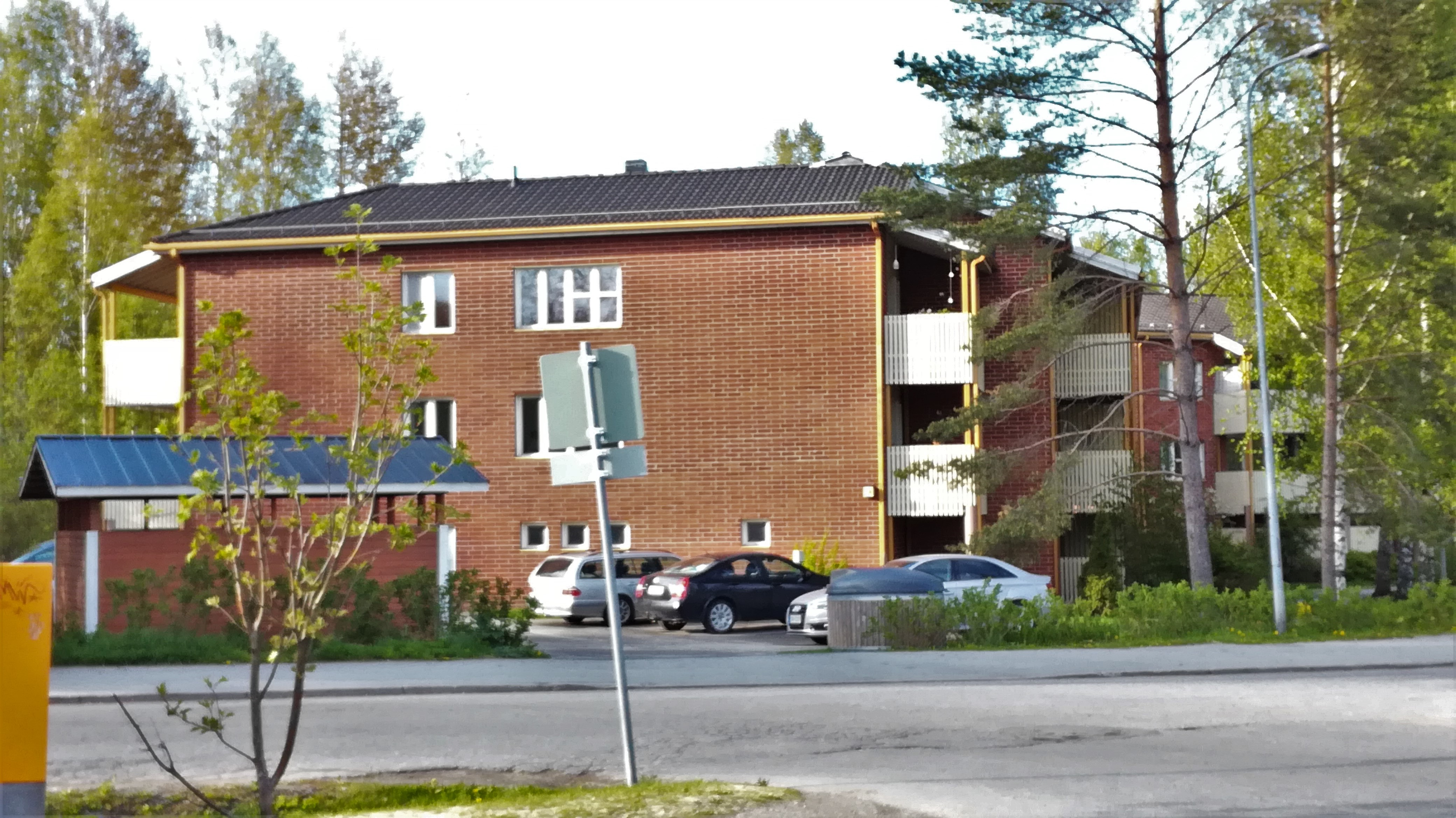
Luhtitalo à Kuokkalanpelto.
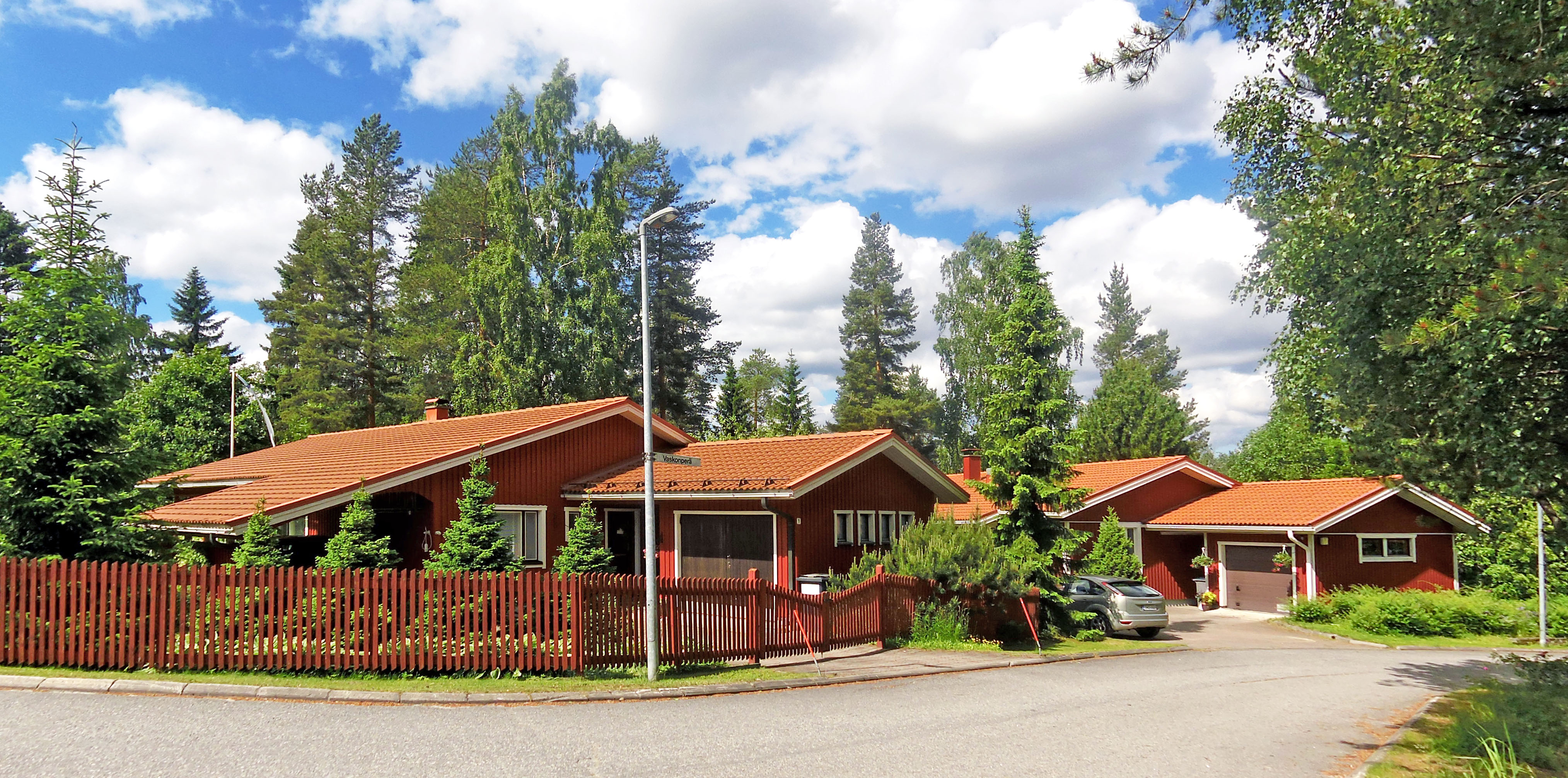
Nenäinniemi.